# John Daley
John Daley   (Newton, 26 d'agost de 1909 - El Paso, 7 de febrer de 1963) va ser un boxejador estatunidenc que va competir durant la dècada de 1920.
El 1928 va prendre part en els Jocs Olímpics d'Amsterdam, on guanyà la medalla de plata de la categoria del pes gall, en perdre la final contra Vittorio Tamagnini.
Com a professional, el 1929, va disputar 4 combats, amb un balanç de 3 victòries i una derrota.